# Claire Akossiwa Ayivon
Claire Akossiwa Ayivon, née le 11 août 1996, est une rameuse de compétition togolaise.

## Carrière sportif
Elle a participé aux Jeux olympiques d'été de 2016 à Rio de Janeiro, en skiff féminin.
Apres avoir décroché en octobre 2019 en Tunisie, sa qualification pour les JO de Tokyo 2020. Elle est reçu par le gouvernement et la CNO-Togo à Lomé en 2021.
Elle a représenté le Togo aux Jeux olympiques d'été de 2020.